# Hovea arnhemica
Hovea arnhemica är en ärtväxtart som beskrevs av James Henderson Ross. Hovea arnhemica ingår i släktet Hovea och familjen ärtväxter. Inga underarter finns listade i Catalogue of Life.